# Лупоч
Лупоч (слч. Lupoč) насељено је мјесто са административним статусом сеоске општине (слч. obec) у округу Лучењец, у Банскобистричком крају, Словачка Република.

## Становништво
| Година:    | 1994. | 2004.    | 2014.   | 2024.   |
| ---------- | ----- | -------- | ------- | ------- |
| Број људи: | 203   | 234      | 245     | 234     |
| Разлика:   |       | +15,27 % | +4,70 % | -4,48 % |

| Година:    | 2023. | 2024.   |
| ---------- | ----- | ------- |
| Број људи: | 221   | 234     |
| Разлика:   |       | +5,88 % |

Према подацима о броју становника из 2011. године насеље је имало 246 становника.